# Comitê Olímpico Romeno
O Comitê Olímpico Romeno, no original Comitetul Olimpic şi Sportiv Român, é a entidade máxima do esporte na Romênia, fundada em 1914, que regeu pela primeira vez a participação olímpica da nação, na edição de Paris, em 1924. Atualmente, seu presidente é Octavian Morariu, o 17º a ocupar a função. Anterior a ele, dos demais dezesseis, apenas uma mulher exerceu o cargo, Lia Manoliu, de 1990 a 1998. Em sua composição estrutural está ainda a Secretaria Geral, que está sob a coordenação de Ioan Dobrescu. A sede do Comitê está localizada na cidade de Bucareste.